# Système éducatif au Tadjikistan
Le système éducatif tadjik comprend quatre années d'école primaire suivies par deux phases d'enseignement secondaire, durant cinq ans et deux ans respectivement. L'école est obligatoire de 7 à 17 ans. Le tadjik est la langue principale d'enseignement durant tout l'enseignement secondaire. En 2003 le russe a été restauré comme langue seconde obligatoire.

## Histoire
Pendant l'antiquité, la culture aryenne et le zoroastrisme ont eu une énorme influence sur la philosophie de l'enseignement dans cette région[réf. nécessaire]. Durant cette période, l'unité de l'entraînement et de l'éducation est affirmé, des institutions d'enseignement sont créées et le rôle de maître et d'élève est instauré . Dans son récit historique Cyropédie, l'auteur grec Xénophon décrit en détail le contenu de l'éducation des enfants chez les Perses.

## Vue d'ensemble
Alors que le taux officiel d'alphabétisation au Tadjikistan est de 98 %, la faible qualité de l'éducation a abaissé le niveau de compétence des jeunes depuis 1991 et la dislocation de l'URSS. Bien que l'éducation est obligatoire, de nombreux enfants ne vont pas à l'école pour des raisons économiques ou de sécurité dans certaines régions. En 2001, l'inscription à l'école maternelle ne concernait que 6 % des enfants admissibles.
En 2005, les dépenses totalement du gouvernement pour l'éducation étaient de 80 millions de dollars, soit 15,9 % du budget national. En 2006, ce chiffre devait atteindre 108 millions de dollars, soit 17,3 % du budget. En 2005, les salaires des enseignants a été augmenté de 25% dans le cadre du programme présidentiel.
Certaines écoles privées et universités sont apparues dans les centres urbains, et des écoles russes et ouzbèkes existent. 33 établissements d'enseignement supérieur étaient en fonctionnement en 2003 lorsqu'un amendement constitutionnel, toutefois, a aboli l'enseignement supérieur gratuit. Cette année-là, le nombre d'inscrits total était de 96 600.

## Enseignement supérieur
Conformément à la Loi sur l'enseignement supérieur et la formation professionnelle de 2e et 3e cycle du Tadjikistan, le pays dispense les diplômes d'enseignement supérieur suivants :
- des diplômes spécialisés (darajai mutakhassis) qui durent cinq ans. Ces cinq années universitaires issu d'un ancien système sont équivalentes à une licence et un master réunis.
- des licences (darajai bakalavr) qui ne durent pas moins de quatre ans, à l'exception des études de médecine qui durent cinq ans ;
- des masters (darajai magistr) durant au minimum un an et qui nécessitent d'avoir suivi une licence.

### Liste des universités d'État
- Université d'État Nazarshoyev à Khorugh
- Université d'État Bobojon Ghafurov à Khujand
- Université d'État Kulob
- Branche de l'Université d'État de Moscou à Lomonosov
- Université d'État Nasir Khusraw à Qurghonteppa
- Université d'État tadjike de médecine Avicenna
- Université d'État tadjike nationale
- Université d'État tadjike de pédagogie Jurayev
- Université d'État tadjike de commerce
- Université d'État de la loi, des affaires et de la politique du Tadjikistan

## Enjeux
Le système éducatif tadjike souffre d'une faiblesse des infrastructures et d'une pénurie aigüe de professeurs de tous niveaux, et ce problème s'aggrave à cause du taux de natalité relativement élevé. Le système soviétique soutenu par l'État est resté en place, mais la mauvaise situation de l'économie nationale et les années de guerre civile ont réduit nettement les financement au début des années 2000 ; les dépenses du gouvernement ont toutefois commencé à augmenter en 2004.
Durant une table ronde intitulée « Éducation dans la période de l'indépendance » qui s'est tenue le 2 décembre 2010 à Douchanbé, le ministre de l'Éducation tadjike a décrété que le système éducatif de 12 années (enseignement élémentaire et secondaire) sera implémenté en trois phases. La première phase a commencé au début de l'année scolaire 2010-2011, et le système a été complété en 2016.